# لنفیلم
لنفیلم (روسی: Киностудия Ленфильм) شرکت رسانه‌ای روسی است، که در سال ۱۹۰۸ تأسیس شد.